# Wiatr anabatyczny
Wiatry anabatyczne (z gr. ἀνάβασις "wstąpienie") – wiatry wiejące wzdłuż stoków górskich ku szczytom górskim wymuszone istnieniem bariery orograficznej.